# NN-316
La carretera NN‑316 es una vía departamental secundaria del departamento de Matagalpa que conecta la Colonia Rubén Darío en la ciudad de Matagalpa con las instalaciones de Prolacsa, donde enlaza con la NN-264. Tiene una longitud de 1.6 kilómetros y fue construida en el año 2010.

## Trazado y cruces
La siguiente tabla muestra su recorrido, localidades y principales conexiones:
| km  | Localidad           | Departamento | Conexión / Ruta |
| --- | ------------------- | ------------ | --------------- |
| 0.0 | Colonia Rubén Darío | Matagalpa    |                 |
| 1.6 | Prolacsa            | Matagalpa    | NN 264          |

## Coordenadas
Un punto de la vía puede encontrarse cerca de: 12°55′07″N 85°55′08″O / 12.9185, -85.9189